# Campionato Mineiro di pallavolo maschile
Il Campionato Mineiro è un torneo pallavolistico per squadre di club brasiliane dello stato di Minas Gerais, istituito dalla Federazione pallavolistica di Minas Gerais.

## Albo d'oro
| Anno          | Podio            | Podio         | Podio             |
| Campione      | Seconda          | Terza         |                   |
| ------------- | ---------------- | ------------- | ----------------- |
| 1934 Dettagli | Marcos Lisboa    | -             | -                 |
| 1935          | Non disputato    | Non disputato | Non disputato     |
| 1936 Dettagli | Asas             | -             | -                 |
| 1937 Dettagli | Glória           | -             | -                 |
| 1938 Dettagli | Glória           | -             | -                 |
| 1939 Dettagli | Paysandú         | -             | -                 |
| 1940-42       | Non disputato    | Non disputato | Non disputato     |
| 1943 Dettagli | Atlético Mineiro | -             | -                 |
| 1944 Dettagli | Atlético Mineiro | -             | -                 |
| 1945 Dettagli | Olympico Club    | -             | -                 |
| 1946-47       | Non disputato    | Non disputato | Non disputato     |
| 1948 Dettagli | Atlético Mineiro | -             | -                 |
| 1949 Dettagli | Atlético Mineiro | -             | -                 |
| 1950 Dettagli | Atlético Mineiro | -             | -                 |
| 1951 Dettagli | Atlético Mineiro | -             | -                 |
| 1952 Dettagli | Atlético Mineiro | -             | -                 |
| 1953 Dettagli | Atlético Mineiro | -             | -                 |
| 1954-69       | Non disputato    | Non disputato | Non disputato     |
| 1970 Dettagli | Minas            | -             | -                 |
| 1971 Dettagli | Minas            | -             | -                 |
| 1972 Dettagli | Minas            | -             | -                 |
| 1973 Dettagli | Minas            | -             | -                 |
| 1974          | Non disputato    | Non disputato | Non disputato     |
| 1975 Dettagli | Juiz de Fora     | -             | -                 |
| 1976 Dettagli | Minas            | -             | -                 |
| 1977 Dettagli | Minas            | -             | -                 |
| 1978 Dettagli | Minas            | -             | -                 |
| 1979 Dettagli | Minas            | -             | -                 |
| 1980 Dettagli | Atlético Mineiro | -             | -                 |
| 1981 Dettagli | Atlético Mineiro | -             | -                 |
| 1982 Dettagli | Atlético Mineiro | -             | -                 |
| 1983 Dettagli | Atlético Mineiro | -             | -                 |
| 1984 Dettagli | Minas            | -             | -                 |
| 1985 Dettagli | Minas            | -             | -                 |
| 1986-97       | Non disputato    | Non disputato | Non disputato     |
| 1998 Dettagli | Minas            | -             | -                 |
| 1999 Dettagli | Minas            | -             | -                 |
| 2000 Dettagli | Minas            | -             | -                 |
| 2001 Dettagli | Minas            | -             | -                 |
| 2002 Dettagli | Minas            | -             | -                 |
| 2003 Dettagli | Minas            | -             | -                 |
| 2004 Dettagli | Minas            | -             | -                 |
| 2005 Dettagli | Minas            | -             | -                 |
| 2006 Dettagli | Minas            | Sada          | Congonhas         |
| 2007 Dettagli | Minas            | Unisul        | Sada              |
| 2008 Dettagli | Sada             | Minas         | Uberlândia        |
| 2009 Dettagli | Funadem          | Minas         | Sada              |
| 2010 Dettagli | Sada             | Minas         | Funadem           |
| 2011 Dettagli | Sada             | Minas         | -                 |
| 2012 Dettagli | Sada             | Minas         | Juiz de Fora      |
| 2013 Dettagli | Sada             | Minas         | Pirapora          |
| 2014 Dettagli | Sada             | Minas         | Juiz de Fora      |
| 2015 Dettagli | Sada             | Minas         | Montes Claros     |
| 2016 Dettagli | Sada             | Minas         | AEESB             |
| 2017 Dettagli | Sada             | Minas         | AEESB             |
| 2018 Dettagli | Sada             | Minas         | AEESB             |
| 2019 Dettagli | Sada             | Minas         | AEESB             |
| 2020 Dettagli | Sada             | Minas         | Academia do Vôlei |
| 2021 Dettagli | Sada             | Minas         | AEESB             |
| 2022 Dettagli | Sada             | Minas         | APAN              |
| 2023 Dettagli | Sada             | Minas         | ABCD              |

## Palmarès
| Squadra          | Titolo | Edizione |
| ---------------- | ------ | --- |
| Minas            | 20     | 1970, 1971, 1972, 1973, 1976, 1977, 1978, 1979, 1984, 1985, 1998, 1999, 2000, 2001, 2002, 2003, 2004, 2005, 2006, 2007 |
| Sada             | 15     | 2008, 2010, 2011, 2012, 2013, 2014, 2015, 2016, 2017, 2018, 2019, 2020, 2021, 2022, 2023                               |
| Atlético Mineiro | 12     | 1943, 1944, 1948, 1949, 1950, 1951, 1952, 1953, 1980, 1981, 1982, 1983                                                 |
| Glória           | 2      | 1937, 1938 |
| Marcos Lisboa    | 1      | 1934 |
| Asas             | 1      | 1936 |
| Paysandú         | 1      | 1939 |
| Olympico Club    | 1      | 1945 |
| Juiz de Fora     | 1      | 1975 |
| Funadem          | 1      | 2009 |